# Fury (DC Comics)
Fury è il nome in codice di tre supereroi DC Comics, due dei quali sono madre e figlia, entrambe direttamente connesse alle Furie della mitologia, mentre il terzo è un personaggio del tutto differente.

## Biografia del personaggio

### Pre-Crisi
Originariamente, Fury era Hippolyta "Lyta" Trevor, la figlia della Wonder Woman di Terra-Due e Steve Trevor. Lyta ereditò tutti i poteri della madre e comparve in Wonder Woman vol. 1 n. 300. Come la maggior parte dei personaggi della Golden Age dell'epoca, Lyta viveva sul mondo parallelo di Terra-Due.
Successivamente, Lyta adottò l'identità di "Fury", come le Furie della mitologia, e fu un membro fondatore della Infinity, Inc., nel fumetto omonimo di Roy Thomas. Cominciò una relazione con il suo compagno di squadra Hector Hall, alias Silver Scarab, che incontrò quand'erano bambini e si ritrovarono alla UCLA. Poco dopo la loro decisione di sposarsi, Hector fu posseduto da uno dei nemici di suo padre, Hawkman, e ucciso. Fury era incinta, e fu essenziale per la sconfitta di Silver Scarab. In 52, fu creata una Terra-2 con una storia simile a quella precedente, e Lyta Trevor era membro della Justice Society Infinity.

### Post-Crisi

#### Lyta Trevor-Hall
Dopo la miniserie del 1985 Crisi sulle Terre infinite, la Wonder Woman della Golden Age non esisteva più retroattivamente, e Lyta ora era la figlia del nuovo personaggio Helena Kosmatos, la Fury della Golden Age (una super eroina greca e membro della All-Star Squadron, e un avatar della Furia Tisifone) e fu cresciuta da Joan Trevor (nata Dale), la super eroina della Quality Comics Miss America, e suo marito Derek. A Lyta fu raccontato di sua madre da Aletto, e visitata anni più tardi da Ippolita viaggiatrice temporale, che la addestrò come un'eroina.
Per qualche periodo, Lyta fu membro della Infinity, Inc., ma alla fine se ne andò per avere un bambino. A casa, Lyta fu visitata dal resuscitato Hector Hall: dopo la sua morte, Hall credette erroneamente di essere stato scelto come Guardiano dei Sogni, Sandman, e si unì al vero Sandman nella Dimensione Onirica, dove ebbero avventure architettate dai due intriganti Brute e Glob.
In The Sandman di Neil Gaiman, fu rivelato che la Dimensione Onirica era una porzione del Sogno racchiuso da Brute e Glob durante l'imprigionamento di Morpheus, come uno dei loro domini. Con il ritorno di Morpheus, l'anima di Hector fu liberata e Lyta fu rimandata sulla Terra, dove diede alla luce il loro bambino. Dopo di ciò, Lyta incolpò Morpheus della morte di Hector, ma Morpheus fece visita al loro bambino, lo chiamò Daniel, e lo nominò suo erede. Quando Daniel fu successivamente catturato da Loki e Robin Goodfellow, Lyta invocò le Furie perché distruggessero Morpheus dopo di che Daniel divenne il nuovo Signore del Sogno.
Al risveglio tenuto per Morpheus, Lyta incontrò suo figlio in un altro ruolo. Le diede la sua protezione dagli immortali da lei offesi, e la riportò al mondo del risveglio.
La storia di Lyta continuò nel romanzo grafico Sandman Presents: The Furies. Comparve in JSA dove si riunì a Hector, ora nuova incarnazione di Dottor Fate. Ad un certo punto tra il romanzo e il suo ritorno nella Justice Society of America, il malvagio mago Mordru catturò Lyta e la imprigionò nell'amuleto del Dottor Fate. Una volta libera, si riunì a suo marito e successivamente riottenne i suoi veri ricordi di Daniel.
Durante la missione dello Spettro di distruggere la magia in tutto l'Universo DC, bandì Dottor Fate e Lyta su una montagna congelata, successivamente identificata come una parte dell'Inferno. In JSA n. 80, Lyta ricordò di aver fatto visita a Daniel in un sogno, dove egli si offrì di portare sia Lyta che Hector nel Sogno per l'eternità e, dato che Hector stava per morire, Lyta accettò.
Lyta fu inserita al 32º posto nella lista "100 Donne Più Sexy dei Fumetti" di Comic Buyer Guide.

#### Helena Kosmatos
Helena Kosmatos fu un nuovo personaggio con il nome "Fury", creata per rimpiazzare la Wonder Woman della Golden Age come madre biologica di Lyta Trevor. Cominciò comparendo in Young All-Stars di Thomas, un fumetto ambientato nella Seconda guerra mondiale, e le sue origini furono narrate in Secret Origins n. 12. Helena era una nazionalista greca che venne a sapere che suo fratello co-operava con gli italiani fascisti che precedentemente uccisero il loro padre. Quando parlò a suo fratello di questo davanti alla loro madre, fu troppo da sopportare per la vedova che morì istantaneamente per un attacco cardiaco. Desiderando vendetta sul fratello fu avvicinata da Tisifone, una delle Eumenidi o Furie, che le diede un'armatura magica che incrementò la sua forza, la sua velocità e la sua resistenza. Quando si fosse arrabbiata, sarebbe divenuta un avatar di Tisifone, e fu in questo stato che uccise suo fratello.
Fu successivamente liberata da questa possessione, e ottenne altri poteri, ma agì nuovamente come avatar di Tisifone.
Ad un certo punto, la Regina Amazzone Ippolita prese il mantello di Wonder Woman e viaggiò indietro nel tempo per aiutare la Justice Society of America contro i nazisti. Durante questo periodo, Helena cominciò a guardare a Ippolita come a una figura materna e credette di essere di fatto la figlia della Regina delle Amazzoni, nonostante sapesse che i suoi veri genitori rimasero uccisi durante la guerra. Quando la Regina Ippolita ritornò al suo tempo Helena cercò un modo magico per ottenere la giovinezza eterna; tutto ciò avvenne via documenti magici che, se distrutti, avrebbero riportato Helena alla sua vera età e a una possibile morte. Dopo che tutto ciò avvenne, Helena incontrò la vera figlia di Ippolita, Diana, e la disprezzò fin da subito. A quel punto la sanità mentale di Helena era vicina al collasso in quanto cominciò a comportarsi in modo irrazionale. Diana la portò a Themyscira, dove Ippolita si riferì a Helena come figlia per aiutare la sua già fragile psiche.
Dopo la morte di Ippolita durante la saga Our Worlds At War, Helena entrò in lutto e molta della sua instabilità mentale fu recuperata. Quindi aiutò Artemide e Philippus come aiutante fidata. I suoi poteri le furono temporaneamente rubati da Barbara Minerva il cui ruolo di Cheetah fu usurpato da Sebastian Ballesteros. Minerva utilizzò il potere di Tisifone per uccidere Ballesteros, riottenendo la forma di Cheetah, e ricostituendo i poteri di Helena.
Durante gli eventi di Crisi infinita, gli OMAC ingaggiarono una battaglia con le Amazzoni di Themyscira, e le Amazzoni ricollocarono la loro isola su un altro piano dell'esistenza. Helena Kosmatos fu tra coloro che partirono con le Amazzoni. Un anno dopo la loro partenza, le Amazzoni ritornarono per dichiarare guerra agli Stati Uniti, cosa che ebbe luogo nella storia Amazons Attack. Helena non fu mai mostrata come parte di questo ritorno.

#### Erik Storn
In 52 n. 21, fu presentata una nuova Infinity, Inc. creata da Lex Luthor, con un eroe maschile dal nome Fury. Al nuovo Fury furono dati una pelle nera e artigli affilati come risultato del Progetto Everyman di Luthor. Infinity, Inc. n. 1 (settembre 2007) rivelò che, dopo l'arresto di Luthor e la chiusura del progetto, Erik entrò in depressione quando svanirono i suoi poteri e sviluppò problemi di balbuzie. Cominciò anche a soffrire di vampate di calore e erroneamente prese i vestiti di sua madre dalla lavanderia una volta. In Infinity, Inc. n. 3, Erik rivelò che la balbuzie era un meccanismo di difesa per nascondere il suo desiderio di autocastrazione. Quando si trasformò in una donna combattente di nome "Erika", nel n. 8 a Erik/Erika fu dato un costume e il nome super eroico di "Amazing Woman".
Erik fu successivamente trovato e torturato da Nome in Codice: Assassino, avendo scoperto, e condiviso con Jimmy Olsen preziose informazioni sul Progetto 7734, piani segreti del Generale Sam Lane per i Kryptoniani. Cambiando nuovamente nel corpo della potente Erika, Erik fu in grado di mettere Jimmy in contatto con Natasha Irons prima di morire.

### The New 52
Fury ebbe il suo debutto in The New 52 in Earth 2 n. 8 (2013). È la figlia della Wonder Woman di Terra-2 e di Steppenwolf di Apokolips. Nel n. 14 di Earth 2: Society (settembre 2016), rivelò che Fury è il suo Nome da Guerra, mentre Donna è il suo vero nome, rendendo così questa Fury un doppione di Donna Troy. La prima Fury, Lyta Trevor, fu più che un'analogia verso Donna Troy.
Questa versione di Fury è l'ultima Amazzone, in quanto le altre Amazzoni perirono cinque anni prima durante l'invasione Apokolipsiana di Terra-2. Qui è mostrata come aiutante di Steppenwolf. Questa Fury indossa un costume rosso e argento somigliante a quello di Orion. Per di più, questa versione appare molto più potente delle sue versioni precedenti, e come menzionato nel fumetto Earth 2 di New 52 "Fury e Big Barda hanno la stessa forza, così come le abilità". E in World's Finest Huntress/Powr Girl Annual n. 1, First Contact Prelude, Donna viene mostrata tenere testa a suon di pugni con Power Girl, che all'epoca chiamava ancora sé stessa "Supergirl", mostrando ulteriori prove di quanto forte e potente sia. Si fa riferimento anche al fatto che fu Big Barda ad addestrarla, insieme a suo padre Steppenwolf.

## In altri media
Un personaggio con elementi di entrambe le versioni di Fury compare come avversaria nella serie animata Justice League, questa volta chiamata Aresia, nell'episodio Un mistero di nome Aresia.
Nel videogioco del 2000 Deus Ex Hippolyta Hall è nella lista dei residenti correnti del 'Ton Hotel.